# غوردون راي
غوردون راي (بالإنجليزية: Gordon Rae)‏ (3 مايو 1958 بإدنبرة في المملكة المتحدة - ) هو مدرب كرة قدم ولاعب كرة قدم بريطاني في مركز قلب الدفاع. لعب مع نادي بارتيك ثيسل ونادي هيبرنيان وهاميلتون أكاديميكال ونادي ليفينغستون لكرة القدم.

## وصلات خارجية
- غوردون راي على موقع قاعدة بيانات كرة القدم.إي يو (الإنجليزية)